# Cornelis Tromp
Sir Cornelis Maartenszoon Tromp, greve af Sølvitsborg, 1. Baronet (9. september 1629 i Rotterdam - 29. marts 1691) var en hollandsk og dansk admiral, søn af Maarten Tromp. 

## Karriere
Tromp tjente først i den hollandske marine, 1650 var han allerede fregatchef. I krigen mod England 1652-54 kæmpede han i Nordsøen og Middelhavet og avancerede til schoutbynacht. 10. marts 1653 deltog han i det store slag ud for Scheweningen, hvor faderen faldt. Efter 1654 tjente han i Middelhavet under Ruyter. 1656 var han i Østersøen med admiral Jacob van Wassenaer Obdam, besøgte det danske hof på Kronborg og blev stærkt feteret. 1665 blev Tromp viceadmiral; under Obdam deltog han i slaget ved Lowestoft, hvor Obdam faldt, året efter, 11.-14. juni i et andet stort slag under Ruyter. Overalt viste han glimrende tapperhed, men tillige en stædig karakter, som 1666 medførte, at han blev afskediget af Johan de Witt. 1672 ansattes han dog på ny, udmærkede sig i slaget ved Kijkduin, førte 1674 som løjtnantadmiral en flåde til de franske kyster, hvor han spredte skræk og rædsel.

### I dansk tjeneste
1676 ansattes Tromp på Griffenfelds foranledning som øverstkommanderende for den danske flåde. 1. juni slog han svenskerne under Øland, i hvilken anledning han blev Elefantridder (uden først at være Hvid Ridder) samt greve af Sølvitsborg. Tromp tilbragte noget tid i Skåne i sommeren 1676, da dansk styre var blevet genetableret og han skrev licenser til skovridere til at rekruttere tropper i sydøst. Disse tropper blev set som snaphaner af svenskerne. I juli 1676 blev han også hos baron Jørgen Krabbe på Krageholm (då Krogholm) ved Ystad for en kort ferie. 1676-77 tilbragte han i Holland, hvor han med ringe held underhandlede om en hjælpeflåde mod Sverige. Tromps brutale væsen gjorde ham upopulær i hjemlandet ikke mindre end i Danmark, hvor han over for Niels Juel og danske officerer optrådte ringeagtende og uretfærdig. Først i begyndelsen af juli 1677 vendte han tilbage med den påkrævede hjælp; men da havde Juel allerede klaret sagen først ved sejren under Møn og senere i Køge Bugt. I den påfølgende vinter steg Tromps anmasselse mere og mere, så at Christian V tabte tålmodigheden, og maj 1678 afskedigedes han. Tromp drog derefter til kurfyrsten af Brandenburg, men bosatte sig senere i Delft. Efter mange stridigheder med prinsen af Oranien i udnævntes han endelig 1691 til løjtnantadmiral for den hollandske sømagt, men døde, inden flåden var stukket i søen. Tromp var en dygtig, djærv og tapper kriger, men rå og umedgørlig særlig mod sine overordnede.